# Давид Хунка
Давид Хунка (ісп. David Juncà, нар. 16 листопада 1993, Ріумос, Іспанія) — іспанський футболіст, захисник команди «Ейбар».
Є вихованцем юнацької та молодіжної системи «Мальорки».
28 липня 2015 року стало відомо про підписання угоди з «Ейбаром». Вже 24 серпня, у першій грі сезону проти Гранади вперше з'явився на полі як гравець Зброярів.

## Титули і досягнення
- Володар Кубка Польщі: 2023-24